# Jackie Pretorius
Jacobus "Jackie" Pretorius (22 november 1934 - Johannesburg, 30 maart 2009) was een autocoureur uit Zuid-Afrika. Hij reed onder andere in de Formule 1 en nam daarvoor deel aan zijn thuisrace in 1965, 1968, 1971 en 1973 voor de teams Brabham, LDS en Williams, maar scoorde hierin geen punten.